# Augustus (Titel)
Der Ehrenname Augustus (lateinisch „der Erhabene“) wurde 27 v. Chr. erstmals Octavian, dem Begründer des Prinzipats, verliehen und war – wie auch der Titel Caesar – im Römischen und frühen Byzantinischen Reich bis Anfang des 7. Jahrhunderts Bestandteil der Kaiser-Titulatur. Das Gegenstück ist die Ehrenbezeichnung Augusta, mit der Ehefrauen oder nahe weibliche Verwandte römischer Kaiser ausgezeichnet wurden. Im Mittelalter wurde der Titel von den römisch-deutschen Kaisern wieder aufgenommen.

## Antike

### Prinzipat
Augustus ist eine Ableitung von *augos ‚Mehrung‘ (vgl. von derselben Wurzel gebildetes augeo ‚mehren, erhöhen‘) und bedeutet ‚Erhabener‘. Ursprünglich handelte es sich um eine Titulatur, die ausschließlich einigen Göttern zugeordnet war. Dem ersten römischen Kaiser und Begründer des Prinzipats, Gaius Octavius bzw. Gaius Iulius Caesar Octavianus, wurde der Name auf Antrag des Senators Lucius Munatius Plancus als ehrendes Prädikat am 16. Januar 27 v. Chr. verliehen. Dabei lehnte Augustus den ebenfalls im Senat vorgebrachten Vorschlag ab, er solle als gleichsam zweiter Gründer Roms nach dem mythischen Stadtgründer und König Romulus genannt werden, da ihn dies zu offensichtlich als Herrscher gekennzeichnet hätte. Fortan nannte er sich Imperator Caesar Augustus, und alle drei Elemente sollten künftig zur Kaisertitulatur werden.
Das Octavian beigegebene Prädikat wurde zunächst Teil seines Eigennamens. Tiberius, der zweite princeps, der Octavian 14 n. Chr. auf den Thron folgte, nahm den Titel eines Augustus weder als Erbe an noch ließ er ihn sich durch den Senat offiziell zuerkennen. Trotzdem ließ er sich auf Münzen und in Inschriften Augustus nennen. Seit Caligula, dem Nachfolger des Tiberius, trugen die Herrscher den Titel dann durchweg, in der Regel nach Verleihung durch den Senat. Auch bei Kaisern, die, vom Heere proklamiert, den Augustus-Titel gleich annahmen, erfolgte die Legitimierung später durch den Senat.
Bis zum Ende des 2. Jahrhunderts n. Chr. hatte immer nur der jeweils herrschende Kaiser den Titel Augustus inne; seit Galba wurde es daneben üblich, den designierten Nachfolger und Mitkaiser zum Caesar ausrufen zu lassen. Als Antoninus Pius im Jahr 161 starb, ging das Kaisertum auf seinen Adoptivsohn Mark Aurel über. Dieser ernannte bald darauf Lucius Verus zum Augustus und damit zum (fast) gleichberechtigten Mitkaiser – so gab es erstmals zwei Augusti. In der Folge trugen bis zur Mitte des 3. Jahrhunderts oft gleich zwei oder mehr Kaiser den Titel Augustus: Septimius Severus, Caracalla und Geta, Gordian I. und II., Pupienus und Balbinus, Decius und Herennius Etruscus, Trebonianus Gallus und Hostilian bzw. Volusianus. Mit der Doppelherrschaft von Valerian und Gallienus wurde den regierenden Augusti erstmals je eine Reichshälfte als Zuständigkeitsbereich zugewiesen.

### Spätantike
Der Beginn der Spätantike wird heute allgemein mit dem Herrschaftsantritt Kaiser Diokletians im Jahr 284 angesetzt, da dieser eine Reihe von grundlegenden Reformen durchführte, mit denen ihm die endgültige Überwindung der Reichskrise des 3. Jahrhunderts gelang. Unter anderem reformierte er das Herrschaftssystem grundlegend: Die neue Tetrarchie sah vier Kaiser vor – zwei Augusti und zwei Caesares. Oberster Kaiser war dabei der dienstälteste senior Augustus, gefolgt von einem iunior Augustus und den beiden Caesares. Jeder der beiden Augusti ernannte einen Caesar, der ihm nach seiner Abdankung bzw. seinem Tod als Augustus nachfolgen und dann einen neuen Caesar ernennen sollte. Faktisch herrschten die beiden Augusti jeweils über eine Reichshälfte, die sie sich allerdings mit ihrem jeweiligen Caesar teilten, wobei die Gebietsabgrenzung relativ elastisch war, und der senior Augustus auch in den Bereichen der übrigen Herrscher eingreifen konnte – so scheint etwa die letzte Christenverfolgung 303 von Diokletian beschlossen worden zu sein, der den anderen Kaisern dann befahl, seinen Willen in ihren Reichsteilen umzusetzen.
Die Tetrarchen regierten im Normalfall relativ autonom, sie hatten jeweils einen eigenen Verwaltungs- und Militärapparat, und auch für die Rechtsprechung war jeder Kaiser selbst zuständig. Die Gesetzgebung blieb allerdings in der Regel den Augusti vorbehalten, und im Zweifelsfall hatte der senior Augustus die höchste Autorität und das letzte Wort. Obwohl Konstantin der Große dann noch einmal ab 324 als alleiniger Augustus herrschte, war nach seinem Tod (337) das Mehrkaisertum die Regel: Fast immer gab es im Römischen Reich nun mehr als einen Augustus, nach der so genannten Reichsteilung von 395 jeweils (mindestens) einen im Westen und einen im Osten. Dies änderte sich erst 480 mit dem Tod des Julius Nepos, des letzten von Ostrom anerkannten weströmischen Kaisers: Fortan trug nur noch der oströmische Kaiser in Konstantinopel den Titel Augustus, bis Herakleios ihn ablegte und sich seit etwa 629 in offiziellen Schreiben nur noch als Basileus bezeichnete. Damit ging das spätrömische endgültig in das byzantinische Kaisertum über, wenngleich der Titel Augustus (als AVG) durchaus noch eine Weile auf Münzen erscheinen sollte.

## Mittelalter und Frühe Neuzeit
Die Krönung Karls des Großen durch Papst Leo III. im Jahr 800 betrachteten die Zeitgenossen als Erneuerung des westlichen Kaisertums. Karl stellte von da an seinem fränkischen und langobardischen Königstitel die Bezeichnung serenissimus augustus a Deo coronatus magnus pacificus imperator Romanum gubernans imperium voran („allergnädigster, erhabener, von Gott gekrönter, großer, Friede stiftender Kaiser, der das Römische Reich regiert“). Seine unmittelbaren Nachfolger beließen es bei der Bezeichnung imperator augustus, um nicht mit den byzantinischen Herrschern in Konflikt zu geraten, die sich seit der Zeit Karls des Großen demonstrativ als „Kaiser der Römer“ titulieren ließen. Erst seit der Kaiserkrönung Ottos III. im Jahr 996 führten auch die römisch-deutschen Kaiser den Titel Romanorum Imperator Augustus.

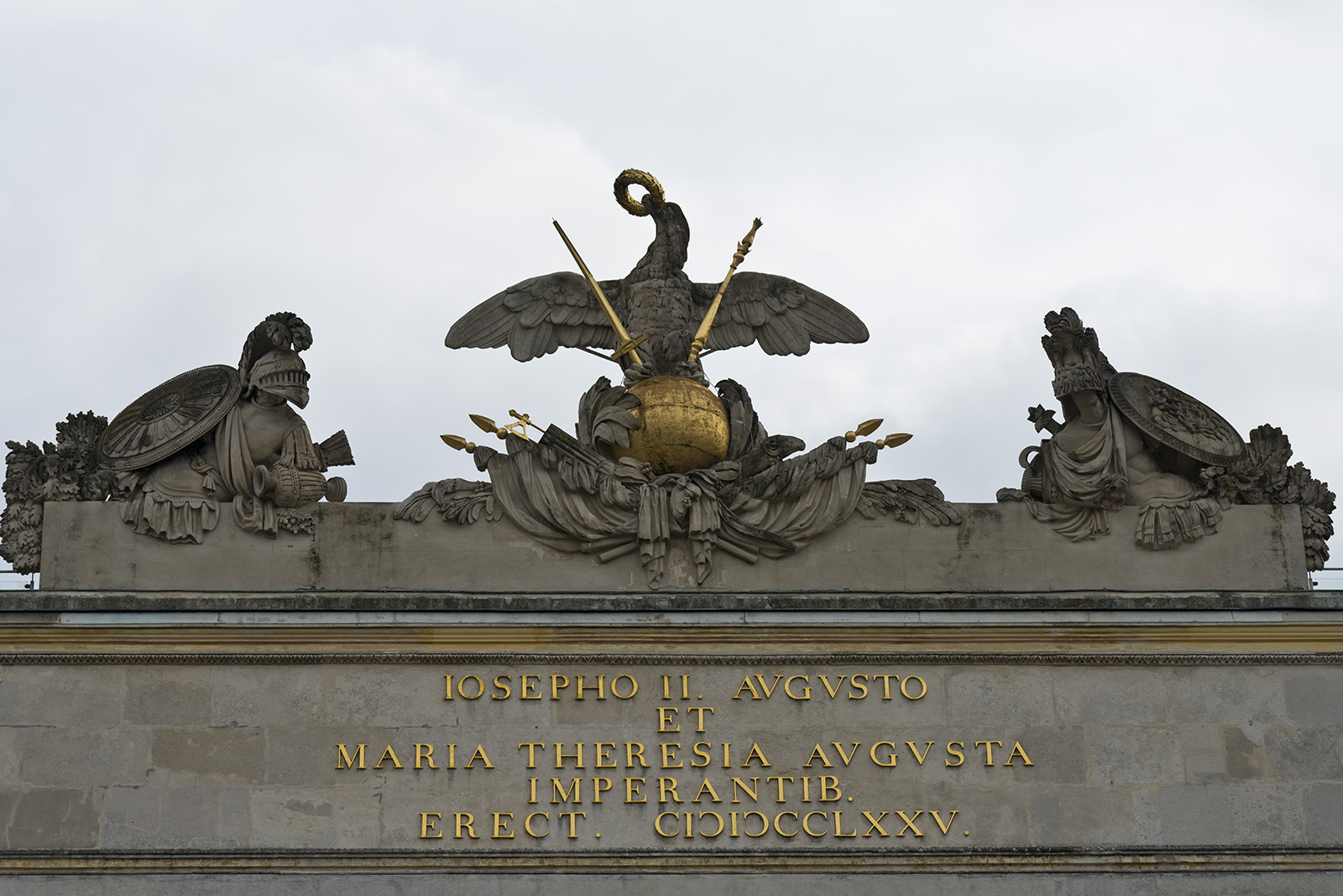
Inschrift mit mehrfacher Nennung des Titels Augustus auf der Gloriette (Wien)

Seit dem 13. Jahrhundert sind die Übersetzungen deutsch merer (1249) und französisch acroisans bezeugt. Die Formel allzeit Mehrer des Reichs für lateinisch semper Augustus blieb bis zum Ende des Heiligen Römischen Reiches im Jahr 1806 unter Franz II. (Franz I. von Österreich) Teil der Kaiser-Titulatur.